# Championnat d'Irlande de football 1908-1909
Navigation
Édition précédente Édition suivante
Le dix-neuvième championnat d'Irlande de football se déroule en 1908-1909. 
Linfield FC remporte troisième titre de champion consécutif, son dixième titre au total. 
Le championnat est quelque peu troublé par le fait que le club des Bohemian FC déclare forfait pour deux matchs, obligeant ainsi les clubs de Belfast Celtic et de Cliftonville FC à ne jouer que 13 matchs au lieu de 14.
Il n’y a pas de système de promotion/relégation organisé cette année. Toutes les équipes participant au championnat sont maintenues quel que soit le résultat.

## Les 8 clubs participants
- Belfast Celtic
- Bohemian FC
- Cliftonville FC
- Derry Celtic
- Distillery FC
- Glentoran FC
- Linfield FC
- Shelbourne FC

## Classement
| Rang | Équipe          | Pts | J  | G  | N | P  | Bp | Bc | Diff |
| ---- | --------------- | --- | -- | -- | - | -- | -- | -- | ---- |
| 1    | Linfield FC     | 21  | 14 | 10 | 1 | 3  | 27 | 13 | +14  |
| 2    | Glentoran FC    | 19  | 14 | 8  | 3 | 3  | 29 | 22 | +7   |
| 3    | Shelbourne FC   | 14  | 14 | 7  | 0 | 7  | 20 | 20 | 0    |
| 4    | Distillery FC   | 13  | 14 | 6  | 1 | 7  | 22 | 19 | +3   |
| 5    | Bohemian FC     | 13  | 12 | 6  | 1 | 5  | 27 | 24 | +3   |
| 6    | Belfast Celtic  | 10  | 13 | 4  | 2 | 7  | 21 | 32 | -11  |
| 7    | Cliftonville FC | 10  | 13 | 4  | 2 | 7  | 17 | 19 | -2   |
| 8    | Derry Celtic    | 8   | 14 | 4  | 0 | 10 | 12 | 26 | -14  |

|  | Champion d'Irlande |
|  | Relégation         |

## Bilan de la saison
| Tableau d'Honneur                 |                 |
| Compétition                       | Vainqueur       |
| Championnat d'Irlande de football | Linfield FC     |
| Coupe d'Irlande de football       | Cliftonville FC |

| Promotions et relégations |       |
| Relégués                  | Aucun |
| Promus                    | Aucun |